# Động cơ cát

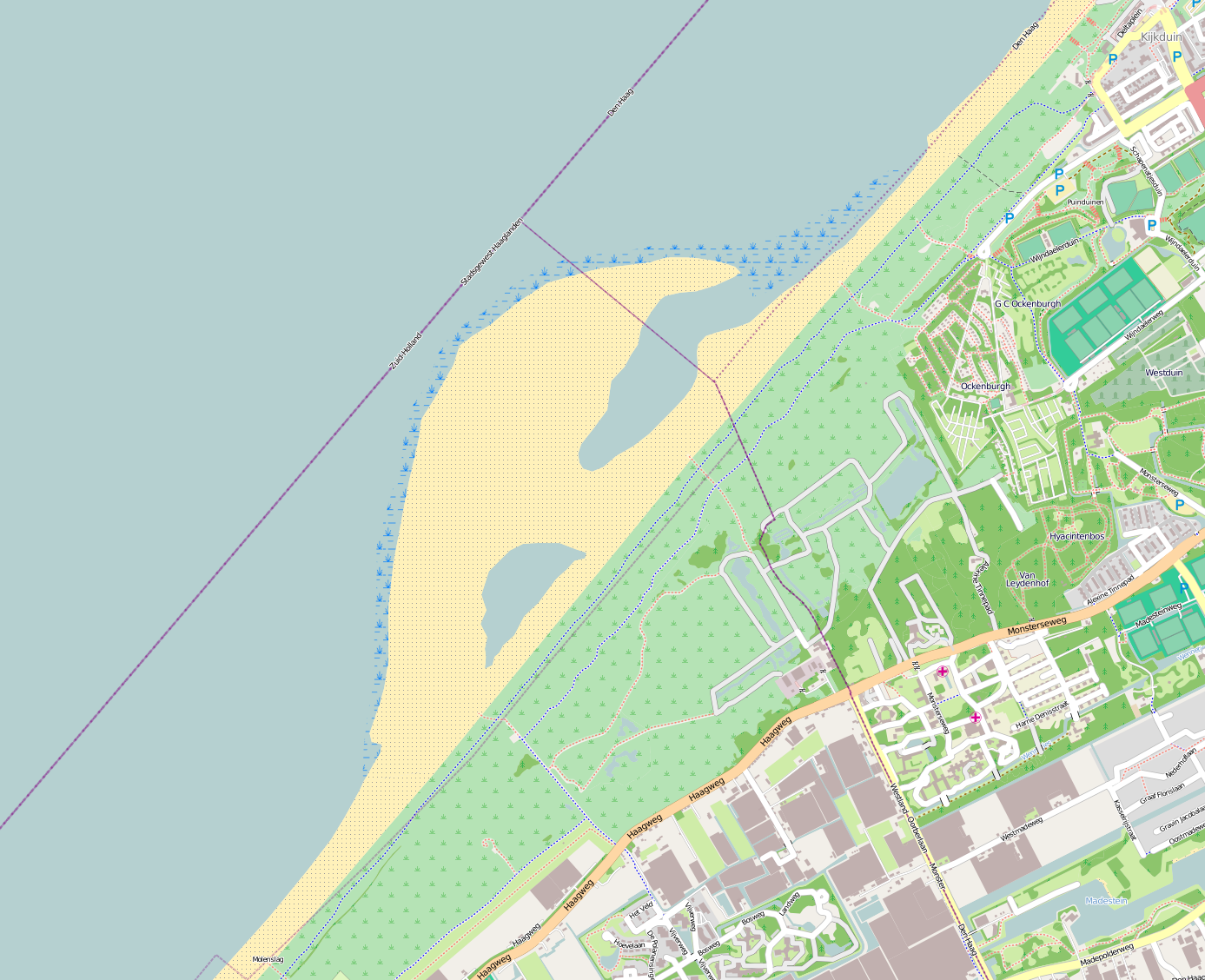
Bản đồ động cơ cát

Động cơ cát (còn gọi là Mô-tơ cát) là một thử nghiệm trong việc quản lý đường bờ biển động. Chiếc Mô-tơ cát đầu tiên được chạy khỏi Nam Hà Lan ở Hà Lan. Một bán đảo hình cát được tạo ra bởi con người; bề mặt khoảng 1 km². Người ta hy vọng rằng cát này sau đó được di chuyển qua nhiều năm bởi tác động của sóng, gió và dòng chảy dọc theo bờ biển. Để bảo vệ khu vực phía Tây của Hà Lan chống lại biển, các bãi biển dọc bờ biển được bổ sung một cách nhân tạo cứ sau 5 năm, và dự kiến rằng lâu đài cát sẽ khiến việc bổ sung dọc theo Bờ biển Delfland trở nên không cần thiết trong 20 năm tới. Phương pháp này dự kiến sẽ hiệu quả hơn về chi phí và cũng giúp ích cho thiên nhiên bằng cách giảm sự gián đoạn lặp đi lặp lại do bổ sung.
Lần đầu tiên vào năm 2011 theo yêu cầu của Hoogheemraadschap van Delfland như một phần của quản lý bờ biển và duy trì đường bờ biển bằng đường cao tốc và tỉnh Nam Holland, một bán đảo được tạo ra giữa Ter Heijde và Kijkduin, nơi có những bãi biển tự nhiên và cồn cát tương đối hẹp.
Vào năm 2017,có thông báo rằng một lâu đài cát khác sẽ được xây dựng tại Norfolk, Vương quốc Anh.

## Xây dựng với thiên nhiên
Giáo sư Marcel Stive được coi là người phát minh ra Lâu đài cát. Một dự án khác như vậy có thể cung cấp một giải pháp cho bờ biển yếu giữa Camperduin và Petten, được gọi là bờ biển Petesbossche. Trải nghiệm của lâu đài cát đầu tiên này rất thú vị cho các dự án trong tương lai. Việc chế tạo động cơ cát tại Ter Heijde có giá 70 triệu euro và là công trình đầu tiên trên thế giới thuộc loại này. Joop Atsma, Bộ trưởng Cơ sở hạ tầng và Môi trường, đã trình bày dự án vào tháng 11 năm 2011 và mục đích của ông là thuyết phục rằng kỹ thuật của động cơ cát có thể mang lại nhiều điểm hữu ích trên nhiều địa điểm dọc theo bờ biển Hà Lan.

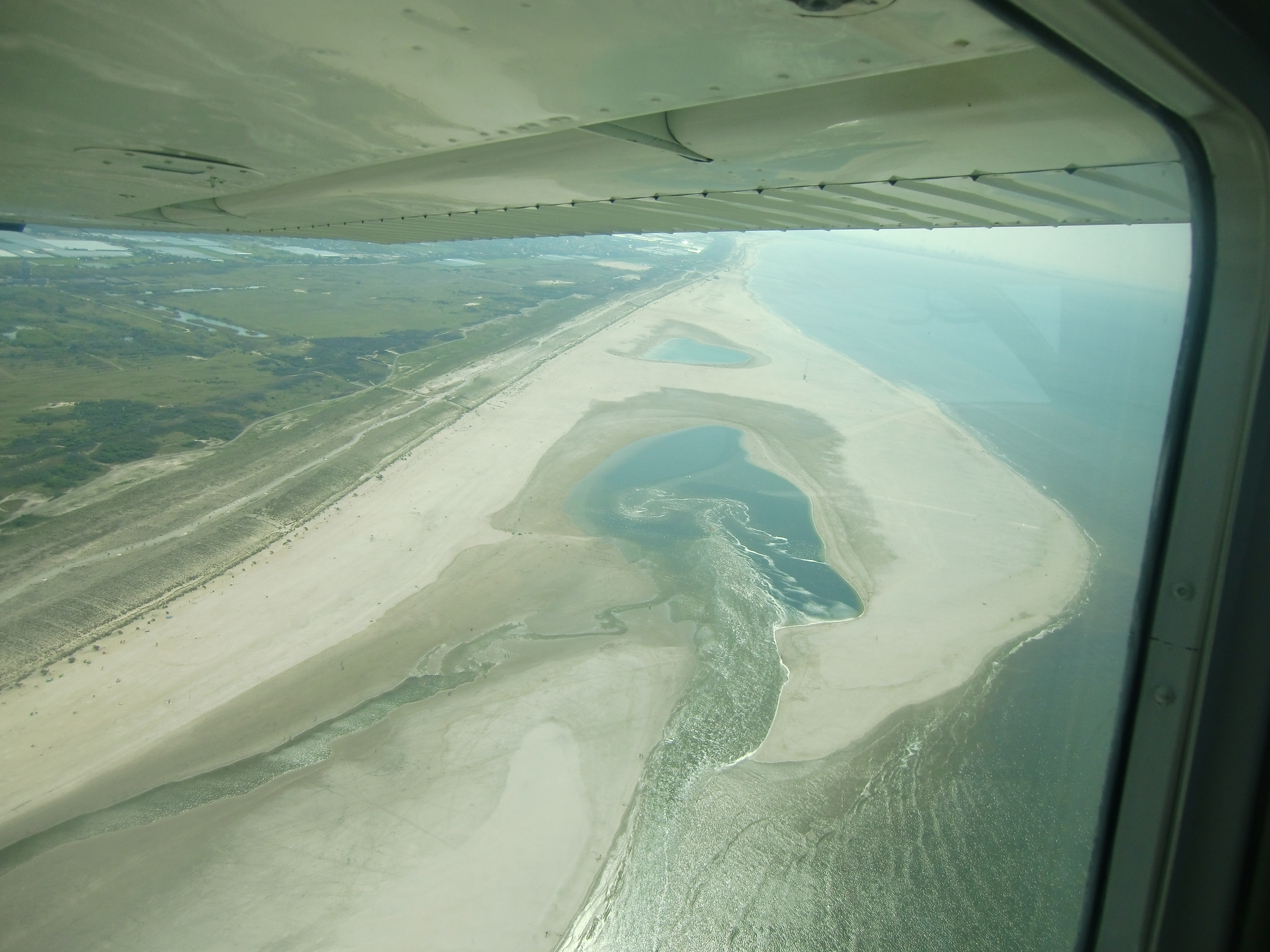
Ảnh không khí của động cơ cát

## Delta Dune
Dự án đầu tiên như vậy đã được đặt tên Delta Dune. Công việc bắt đầu vào tháng 1 năm 2011. Điều kiện thuận lợi và do đó, dự án được hoàn thành vào tháng 10 năm 2011. Một khối lượng 21 triệu mét khối cát có diện tích 128 ha.

## Trạm khí Bacton
Vào năm 2017, người ta đã thông báo rằng một động cơ cát khác sẽ được chế tạo để bảo vệ Nhà ga Gas Bacton và khu vực xung quanh ở Norfolk, ở Anh.